# Teatro Metropolitan (Catania)
Il Cine-Teatro Metropolitan è un cinema e un teatro di Catania.
Questo cine-teatro, edificato da privati, fu inaugurato il 19 gennaio 1955.
Il progetto è degli architetti Alberto Calza Bini, Giorgio Calza Bini e di Marcello Piacentini. Si trova al centro della città. Dopo una programmazione mista di Cinema e Teatro da anni ormai la sua attività è esclusivamente teatrale, con un numero di abbonati alle rassegne principali di circa 9.000 persone, mentre le presenze complessive durante l'anno si aggirano sulle 200.000. La struttura conta 1780 posti se si considerano tribune e platee (1200 posti in sala e 580 in tribuna).